# بوشيني كبير
بوشيني كبير (الاسم العلمي: Puccinia major) هو نوع من الفطريات يتبع جنس البوشيني من فصيلة البوشينية.